# 쿠리하라 미키코
쿠리하라 미키코(栗原 みきこ, 1963년 8월 13일 ~ ) 또는 구리하라 미키코는 일본의 여성 성우이다.

## 출연작품

### TV 애니메이션
1997년
- 초특급 히카리안(출동! 메가트레인) (사쿠라, 아사기리)

2002년
- 전광초특급 히카리안(마하특급 델타트레인) (마츠다 아케미)

### OVA
1999년
- 두근두근 메모리얼 (미키하라 메구미)
- Pia캐롯에 어서 오세요!!2 DX (에노모토 츠카사)

### 게임
1994년
- 두근두근 메모리얼(미키하라 메구미)

1996년
- 캉캉 바니 엑스트라DX PC-FX판 (스와티) : 吉野茜 명의

1997년
- 캉캉 바니 엑스트라 SS판 (스와티) : 吉野茜 명의
- Pia캐롯에 어서 오세요!!2 (에노모토 츠카사) : 吉野茜 명의

2000년
- Pia캐롯에 어서 오세요!!2.2 (에노모토 츠카사)

2001년
- 에밀리아 (에밀리아 폰 파르엔)

2004년
- Pia캐롯에 어서 오세요!!3.3 (에노모토 츠카사) : 吉野茜 명의

2006년
- 너와 사랑해서 연결되어 (하나모리 히나타) : 마츠모토 아유나 (松本あゆな) 명의

2007년
- 신곡주계 폴리포니카 Memories White (프림로즈 그라나드)
- 성스러운 신명-The Spirit of Eternity Sword 2- (쿠라하시 타마키) : 마츠모토 아유나 (松本あゆな) 명의